# The Island of Doctor Agor
The Island of Doctor Agor (conocida en España e Hispanoamérica como La isla del Doctor Agor) es un cortometraje animado americano de 1971 escrito y dirigido por Tim Burton (cuando tenía trece años), quien, además, tenía el papel protagonista del Doctor Agor. Este corto es una de las primeras películas animadas de Burton, y fue su propia adaptación de la historia La Isla del Doctor Moreau de H. G. Wells. 
El cortometraje fue grabado en lugares como las jaulas de animales del zoológico de Los Ángeles y algunas playas de Malibú.

## Reparto
- Tim Burton – Doctor Agor